# Alchemilla aequidens
Alchemilla aequidens — вид квіткових рослин з родини трояндових (Rosaceae). Ендемік Польщі; населяє Західні Карпати.